# Bath (Nou Hampshire)
Bath és una població dels Estats Units a l'estat de Nou Hampshire. Segons el cens del 2000 tenia 893 habitants.

## Demografia
Segons el cens del 2000, Bath tenia 893 habitants, 350 habitatges, i 253 famílies. La densitat de població era de 9 habitants per km².
Dels 350 habitatges en un 29,7% hi vivien nens de menys de 18 anys, en un 61,4% hi vivien parelles casades, en un 6,6% dones solteres, i en un 27,7% no eren unitats familiars. En el 21,7% dels habitatges hi vivien persones soles l'11,7% de les quals corresponia a persones de 65 anys o més que vivien soles. El nombre mitjà de persones vivint en cada habitatge era de 2,55 i el nombre mitjà de persones que vivien en cada família era de 2,96.
Per edats la població es repartia de la següent manera: un 24,3% tenia menys de 18 anys, un 6,7% entre 18 i 24, un 24,2% entre 25 i 44, un 29,2% de 45 a 60 i un 15,6% 65 anys o més.
L'edat mediana era de 42 anys. Per cada 100 dones de 18 o més anys hi havia 97,1 homes.
La renda mediana per habitatge era de 43.088$ i la renda mediana per família de 47.000$. Els homes tenien una renda mediana de 27.679$ mentre que les dones 22.167$. La renda per capita de la població era de 17.916$. Entorn del 2,8% de les famílies i el 5,1% de la població estaven per davall del llindar de pobresa.